# Il grande giorno di Jim Flagg
Il grande giorno di Jim Flagg è un film western del 1969 diretto da Burt Kennedy e interpretato da Robert Mitchum e George Kennedy.

## Trama
Siamo agli inizi del '900 e lo sceriffo cittadino James Flagg considera ancora il suo ruolo molto seriamente, mentre la città lo vede come testimonianza di un passato caratterizzato da banditi e violenze, non molto positivo per un'immagine di città moderna. Quando il suo vecchio avversario McKay torna in città con al seguito una nuova banda, Flagg ha il presentimento che una nuova rapina stia per essere compiuta, e cerca quindi di mettere insieme una squadra da mettere sulle tracce dei fuorilegge.
Ma la città ha in serbo altro per Flagg: una festa di pensionamento. Flagg accetta di mettersi da parte, ma inizia ad indagare per conto suo e riesce a catturare McKay, solo per scoprire che in realtà la banda di fuorilegge aveva deciso di metterlo da parte, perché troppo vecchio e lento per essere di qualche aiuto. Mettendo da parte i vecchi rancori, McKay e Flagg si uniscono per catturare i banditi.

## Produzione
Le riprese avvennero nel settembre del 1968; le scene esterne vennero realizzate in Nuovo Messico, fra cui presso il Cumbres & Toltec Scenic Railroad a Chama; altre riprese avvennero a Silverton (in Colorado) e al Janss Conejo Ranch di Thousand Oaks (California); gli interni vennero girati presso i Warner Brothers Burbank Studios a Burbank (California).
George Kennedy interpreta un personaggio chiamato McKay; nel 1978 nella serie Tv "Dallas" interpretò un personaggio chiamato Carter McKay.
Robert Mitchum rivelò in seguito in una intervista di essersi pentito di aver fatto questo film.
La canzone del film, The Ballad of Marshal Flagg (scritta da William Lava e Ned Washington), è cantata da Glenn Yarbrough.

## Distribuzione
Il film arrivò nelle sale statunitensi nell'ottobre del 1969; in Italia venne invece distribuito dal 24 gennaio 1970.